# Tistega lepega dne
Tistega lepega dne je slovenski črno-beli komični film iz leta 1962 v režiji Franceta Štiglica. Posnet je po istoimenski noveli Cirila Kosmača. 

Dogajanje je postavljeno v slovensko kraševsko vas s fiktivnim filmskim imenom Vertacchia (Vrtača), dejansko pa  Podnanos, v obdobju med obema svetovnima vojnama pod Italijo. Prebivalci vasi so Slovenci, razen italijanskih predstavnikov fašistične oblasti. Sramota vasi so trije bratje, ki so se pridružili fašistom, vendar jih domačini, ki trpijo zaradi poitaljenčevanja in prepovedi javnega govora ter petja v slovenščini, kljub temu obvladujejo in zasmehujejo.
Osrednji junak filma je Štefuc, dvakratni vdovec, po dveh sestrah, ki sta mu vsaka zapustila po dve hčerki. Štefuc bi rad oženil tudi tretjo sestro Zano, toda starši so jo obljubili Ludviku, tudi iz razloga, ker je dekle z njim noseče. Ker Štefuc še vedno neomajno vztraja pri svoji »pravici« do poroke, se v zadevo vpleteta tudi župnik in bodoči ženin, kar privede do vrste komičnih situacij. Zaradi sestrine poroke se v vas vrne Hedvika, ki je delala kot sobarica v Milanu. Ker je mikavna in samska, se zanjo zanimata tako poveljnik karabinjerjev, kot starejši gostilničar, ki ga je žena zapustila. Vse prej opisano privede do raznih zapletov, nesporazumov in vrste komičnih situacij, ki pa se razrešijo, ker so vaščani, kljub razlikam, med seboj složni, narodno zavedni in nepopustljivi do okupacijskih oblasti. Na koncu se vaščani, zaradi reda in pravice odločijo, da mora Hedvika postati štefucova žena, da dobijo otroci mater, sama nevesta pa rodi otroka med poročnim praznovanjem.

## Igralci
- Bert Sotlar kot Štefuc
- Duša Počkaj kot Hedvika
- Arnold Tovornik kot gostilničar
- Jože Zupan kot duhovnik
- Angelca Hlebce kot Pečanka
- Lojze Potokar kot Padar
- Lojze Rozman kot Ludvik
- Silva Danilova kot Jera
- Karel Pogorelec kot Pečan
- Slavko Strnad kot Zanut
- Franc Presetnik kot mesar
- Metka Bučar kot debela opravljivka
- Zlatko Šugman kot Jereb
- Tone Homar kot Modest, organist in zborovodja